# Liste der Banken in Liechtenstein
Dies ist eine Liste der aktiven und ehemaligen Banken im Fürstentum Liechtenstein.

## Banken (aktiv)
- Bank Frick & Co. AG, Balzers
- BENDURA BANK AG, Gamprin-Bendern
- EFG Bank von Ernst AG, Vaduz
- Kaiser Partner Privatbank AG, Vaduz
- LGT Bank AG, Vaduz
- Liechtensteinische Landesbank AG, Vaduz
- Neue Bank AG, Vaduz
- Sigma Bank, Schaan
- VP Bank AG, Vaduz

## Banken (ehemalig)
- Bank Alpinum AG (ehemals Sora Bank AG), Vaduz bis 2023 (anschliessend liquidiert und Konkursverfahren 2024[1])
- Bank Vontobel (Liechtenstein) AG, Vaduz bis 2018 (verkauft an Kaiser Partner Privatbank[2])
- Banque Havilland (Liechtenstein) AG, Vaduz bis 2024 (anschliessend liquidiert)
- Union Bank AG, Vaduz bis 2020 (anschliessend liquidiert[3])